# 江底镇
江底镇，是中华人民共和国云南省昭通市鲁甸县下辖的一个镇。
2012年9月22日，云南省人民政府批复同意撤销江底乡，设立江底镇。

## 行政区划
江底镇下辖以下地区：
江底村、大水井村、仙人洞村、坡脚村、箐脚村、洗洋塘村和水塘村。